# Porpoise Bay
Die Porpoise Bay ist eine große, vereiste Bucht an der Banzare-Küste des ostantarktischen Wilkeslands. Sie liegt zwischen Kap Goodenough und Kap Morse.
Der US-amerikanische Polarforscher Charles Wilkes benannte die Bucht nach der Porpoise, einem der Schiffe seiner United States Exploring Expedition (1838–1842).